# Bruchophagus apoorvus
Bruchophagus apoorvus är en stekelart som beskrevs av T.C. Narendran 1994. Bruchophagus apoorvus ingår i släktet Bruchophagus och familjen kragglanssteklar. Inga underarter finns listade.